# 趙淳
趙 淳（チョ・スン、조순、1928年2月1日 - 2022年6月23日）は、韓国の経済学者、政治家。ソウル大学校名誉教授。ソウル特別市の初代民選市長（1995年 - 1997年）、ハンナラ党の初代総裁を務めた。

## 人物
江原道江陵市出身。本貫は豊壌趙氏。専門分野は貨幣金融論及び金融発展論。韓国学術院に加入した。陸軍士官学校講師（英語教官）を務めた後、アメリカに留学し、帰国後はソウル大学校商科大副教授を皮切りに経済学分野で活動した。「韓国のケインズ」と言われるほどで、安定と均衡成長を強調する「趙淳学派」も存在する。1988年に発足した盧泰愚政権で経済企画院長官を務めた他、金泳三政権では韓国銀行総裁も務めた。
1995年6月、およそ34年ぶりに行われたソウル市長選挙に民主党から出馬して当選を果たし、政界入りした。その後、1997年9月に野党第3党である民主党の大統領候補に選出されたが、支持率の伸び悩みなどから新韓国党との連携を模索し、同年11月21日に結成されたハンナラ党の初代総裁に就任した。2000年3月、ハンナラ党からの公薦を得られなかった政治家と共に民主国民党（民国党）を結成し、党代表に就任したが、翌4月に行われた第16代総選挙で民国党が惨敗した責任を取って代表を辞任し、政界から引退した。
2022年6月23日、老衰のためソウル峨山病院で死去した。

### 学歴
- 京畿中学校卒業
- 1949年：ソウル大学校商科大専門部卒業
- 1960年：アメリカ ボウディン大学経済学科卒業
- 1967年：アメリカ カリフォルニア大学バークレー校大学院経済学博士

### 経歴
- 1949年 - 1950年：江陵農業学校 教師
- 1951年：陸軍歩兵9師団 通訳士官（英語版）
- 1951年 - 1952年：陸軍士官学校主席顧問官室 通訳士官
- 1952年 - 1957年：陸軍士官学校教授部 専任講師
- 1964年：アメリカ カリフォルニア大学バークレー校 準講師
- 1965年：アメリカ ニューハンプシャー大学 助教授
- 1967年 - 1970年：ソウル大学校商科大 副教授
- 1968年 - 1973年：ソウル大学校経済研究所 所長
- 1970年 - 1988年：ソウル大学校経済学科教授
- 1975年：ソウル大学校社会科学大学長
- 1976年：経済企画院外資導入審議委員
- 1978年：初代韓国国際経済学会会長
- 1981年 - 1985年：大韓民国学術院会員
- 1982年
  - 経済企画院政策諮問委員
  - ソウル大学校社会科学研究所所長
- 1984年：経済市場研究会
- 1987年：大韓民国学術院会員（現職）
- 1987年 - 1988年：アメリカ国際経済研究所（IIE）客員研究員
- 1988年 - 1990年：第17代経済企画院長官兼副総理
- 1991年 - 1993年：国家科学技術諮問会議 諮問委員
- 1991年：国土統一顧問
- 1991年 - ：韓国保険社会研究院理事長
- 1992年 - 1993年：韓国銀行第18代総裁
- 1992年：韓国銀行金融通貨運営委員会委員
- 1993年 - 1995年：韓国銀行常任顧問
- 1994年：国際経営開発院理事長（現職）
- 1995年
  - 6月：第1回全国同時地方選挙。ソウル特別市市長選挙で当選（民主党）
  - ソウル特別市初代民選市長（ - 1997年9月）
- 1997年
  - 8月12日：第15代大統領選挙に民主党から出馬する意向を表明
  - 8月28日：民主党の全党大会で第4代総裁に選出される
  - 9月8日：ソウル市長職を辞退。
  - 9月11日：民主党の大統領候補に選出される
  - 11月21日：新韓国党と民主党が合同してハンナラ党を結成。趙淳は立候補を辞退し、ハンナラ党の初代総裁に就任
- 1998年
  - 4月10日：党大会で総裁に再任
  - 7月21日：国会議員補欠選挙で当選（江原道江陵市乙選挙区）。
  - 8月4日：総裁を辞任（後任の総裁は李会昌）
- 2000年
  - 2月23日：ハンナラ党を脱党。
  - 2月28日：ハンナラ党の公認を得られなかった議員が新たに結成した新党「民主国民党」の発起人大会。ハンナラ党の名誉総裁であった趙淳は代表に就任。
  - 3月8日：趙淳を代表最高委員とする民主国民党（民国党）の結成大会。
- 2001年：韓国人間開発研究院名誉理事長（現職）
- 2002年
  - 2月：明知大学校社会科学大学経済学科 碩座教授（現職）
  - 11月：民族文化推進会会長（現職）
- 他に梨花女子大学校碩座教授を務めたことがある[2]。

東亜日報発行の『東亜年鑑』2008年版の別冊『人名録』とアジア経済研究所編集『アジア動向年報』などを参考に作成。

## エピソード
白眉が特徴である。ソウル市長在任時期には「ソウルの包青天」というあだ名があった。
長男の趙淇松は経営者。LG電子を経て、TCL集団の外国人総裁、江原ランド代表などを歴任した。なお、長男もソウル大学校経済学部の出身だったが、父の講義担当学科と違うため在学中に一度も父の講義を受けたことがないと言った。
盧泰愚は陸軍士官学校時代、元国務総理の鄭雲燦、韓国銀行総裁経験者の李昌鏞、金仲秀、元企画財政部長官の朴宰完、経済学者の左承喜らはソウル大学校時代の教え子である。秋慶鎬は経済企画院長官兼副総理時期の秘書官であった。
ソウル市長就任の直前に三豊百貨店崩壊事故が発生したため、前任の崔秉烈との市長職の引継ぎは三豊百貨店の崩壊現場で行われた。
趣味は囲碁。2004年の第1回ソウル大学校同門囲碁大会で曺薫鉉9段と記念対局を行った。